# サンタ・クルス・デル・レタマール
サンタ・クルス・デル・レタマール（Santa Cruz del Retamar）は、スペイン・カスティーリャ＝ラ・マンチャ州トレド県のムニシピオ（基礎自治体）。

## 地名
この地の地名に冠されている"Santa Cruz"（聖なる十字架）の起源は、"Cruz Verde"（緑の十字架）として知られていた、自治体の北西部にある地域の名前で、ユダヤ人と関係があると考えられている。一方"Retamar"のほうは、この地にretamaが豊富に茂っていたからだとされる。

## 地理
サンタ・クルス・デル・レタマールはビジャ・デル・プラード（マドリード州）、メントリダ、ラ・グアルディア、ラス・ベンタス・デ・レタモーサ、フエンサリーダ、ポルティージョ・デ・トレード、マケーダ、キスモンド、エスカローナ、アルモロックスの各自治体と隣接する。
サンタ・クルス・デル・レタマールの中心市街地はカラルベルチェ地区にある。

### 人口
| サンタ・クルス・デル・レタマールの人口推移 1900－2010   |
|                                                         |
| 出典:INE（スペイン国立統計局）1900年 - 1991年、1996年 - |

## 歴史
レコンキスタ後この地はモンテス・デ・アラミン地区に属し、その後マケーダ公爵領、アルコス公爵領、アルタミーラ公爵領に組み入れられた。村は15世紀半ばにレオン騎士団長グティエーレ・デ・カルデナス（Gutierre de Cárdenas）によって創設されたとされる。1486年サンタ・クルス・デル・レタマールはVillaの称号を得た。

## 政治
自治体首長はカスティーリャ＝ラ・マンチャ国民党（Partido Popular de Castilla-La Mancha）のアルベルト・エンマヌエル・フェルナンデス・ゴンサーレス（Alberto Emmanuel Fernández González）で、自治体評議員は、カスティーリャ＝ラ・マンチャ国民党：6、カスティーリャ＝ラ・マンチャ社会党（Partido Socialista de Castilla-La Mancha、PSCM-PSOE）：4、VERDES：1となっている（2011年5月22日の自治体選挙結果、得票順）。
| 1999年6月13日自治体選挙 |        |        |          |
| 政党                    | 得票数 | 得票率 | 獲得議席 |
| PP                      | 579    | 57.73% | 6        |
| PSOE-PROG.              | 202    | 20.14% | 2        |
| LV-GV                   | 117    | 11.67% | 1        |
| CUIC                    | 71     | 7.08%  | 0        |

| 2003年5月25日自治体選挙 |        |        |          |
| 政党                    | 得票数 | 得票率 | 獲得議席 |
| PP                      | 563    | 50.36% | 5        |
| PSOE                    | 406    | 36.31% | 3        |
| LV-GV                   | 117    | 10.47% | 1        |

| 2007年5月27日自治体選挙 |        |        |          |
| 政党                    | 得票数 | 得票率 | 獲得議席 |
| PP                      | 736    | 54.88% | 6        |
| PSOE                    | 582    | 43.40% | 5        |

| 2011年5月22日自治体選挙 |        |        |          |
| 政党                    | 得票数 | 得票率 | 獲得議席 |
| PP                      | 817    | 55.09% | 6        |
| PSOE                    | 489    | 32.97% | 4        |
| VERDES                  | 124    | 8.36%  | 1        |
| PAP                     | 28     | 1.89%  | 0        |

### 司法行政
サンタ・クルス・デル・レタマールはトリーホス司法管轄区に属す。